# Edge of War – Zug des Todes
Edge of War – Zug des Todes (russisch Край Krai) ist ein russischer Spielfilm des Regisseurs Alexei Utschitel aus dem Jahr 2010. Gedreht wurde in den Jahren 2008 bis 2009 in der Nähe von Sankt Petersburg. Kinostart in Russland war am 23. September 2010. 2011 war er auch unter dem Titel Kraj – Am Ende der Welt in deutschen Kinos zu sehen.

## Handlung
Der Film spielt unmittelbar nach dem Ende des Zweiten Weltkriegs im sibirischen Hinterland. Russen und Deutsche haben unter dem Krieg gelitten und unterschiedliche persönliche Erlebnisse zu verarbeiten.
Die Hauptfigur ist der Lokomotivführer Ignat, der in ein sibirisches Straflager für sogenannte Kollaborateure (ehemalige Kriegsgefangene der Deutschen und sonstige Sowjetbürger, die während des Krieges freiwillig oder unfreiwillig für Deutsche gearbeitet haben) strafversetzt wird, weil er eine Dampflok in einer skrupellosen Wettfahrt zerstört hat. Dabei hat er sich eine schwere Kopfverletzung zugezogen. Er gibt sich gegenüber den Lagerinsassen als Sinnbild des siegreichen sowjetischen Soldaten. In Wirklichkeit ist er durch seine Erlebnisse körperlich und seelisch verwundet. Die Kollaborateure, denen er sich überlegen fühlt, sind oftmals auch nur Opfer des Krieges. Keine Helden, wie Ignat einmal betrunken sagt, aber doch seine Leute.
Als er von einer Lokomotive erfährt, die sich auf einer Insel im Fluss befindet, schwimmt er durch den Fluss, um sie zu holen. Dort trifft er auf Elsa, ein deutsches Mädchen, die vier Jahre allein im Wald gelebt hat, nachdem sie vor einem russischen Exekutionskommando geflüchtet war. Sie spricht zu der Lokomotive, die sie nach ihrem getöteten Verlobten "Gustav" getauft hat. Die Insel ist mit dem Festland durch eine zerstörte Brücke verbunden. Der Vater des Mädchens hatte einst die Brücke gebaut und wurde verhaftet und der Sabotage beschuldigt, nachdem die Brücke bei Kriegsbeginn durch Eisgang zerstört worden war.
Ignat bringt Elsa dazu, mit ihm die Brücke wieder aufzubauen und "Gustav" zurück ins Lager zu bringen. Dies ist Schwerstarbeit und ein gefährliches Unternehmen. Die provisorisch geflickte Brücke bricht sofort zusammen, nachdem die Lok mit Volldampf darübergefahren ist. Trotz dieses Erfolges sind fortan beide im Lager isoliert und verhasst. Elsa, weil sie Deutsche ist, Ignat, weil er sie schützt und wegen seiner Obsession mit Dampfloks; so pinselt er in großen, russischen Lettern "Gustav" auf die restaurierte Lokomotive. Schließlich wird ein politischer Kommissar einberufen, der Elsa und ein deutsches Kind, das eine russische Frau im Lager angenommen hat, mit seiner Lok deportiert. Die russische Adoptivmutter des Kindes versucht die Deportation des Jungen zu verhindern und wird von dem Politkommissar unter der falschen Begründung, sie hätte mit Deutschen geschlafen, erschossen. Der Todeszug setzt sich in Bewegung.
Ignat will die Deportation des Mädchens jedoch nicht geschehen lassen und auch die übrigen Lagerinsassen sind über die Deportation des Jungen und Hinrichtung seiner Adoptivmutter empört. Somit macht sich Ignat mit "Gustav" und einem weiteren Zug an die Verfolgung des Deportationszuges. Ignat liefert sich mit dem Politkommissar ein gefährliches Wettrennen, schafft es den Deportationszug auf einem parallelen Gleis zu überholen und sich, als die beiden Gleise an einer Weiche wieder zusammentreffen, vor den anderen Zug zu setzen. Er provoziert damit einen gefährlichen Crash, bringt aber den Deportationszug zum Halten und schafft es, Elsa und den Jungen zu befreien.
Der Film teilt die Obsession des Helden mit Dampfloks. Es werden mehrere lebensgefährliche Lokrennen durch die sibirischen Wälder gezeigt, bei dem die Protagonisten nicht nur ihr eigenes Leben riskieren, sondern ohne Rücksicht auf Verluste auch unersetzliches Material und das Leben anderer.
Neben dem deutschen Kind und Elsa gibt es im Lager noch einen Russlanddeutschen, der der führende Ingenieur des Lagers ist. Ignat hat ein sehr zwiespältiges Verhältnis zu ihm. Es ist ein Film über Liebe, Mut, Versöhnung, harte Lebensbedingungen und harte Arbeit.

## Hintergrund und Kritiken
Die Story des Spielfilms lässt mehrere Genres miteinander verschmelzen. Sie enthält Elemente aus den Bereichen Melodram, Abenteuer, Thriller, Heldenepos und der Mystik vor einem scheinbar historischen und geografischen Hintergrund mit komplexen Charakterdarstellungen.

„Überwältigendes Epos mit opulentem Soundtrack von David Holmes […].“

## Veröffentlichungen und Auszeichnungen (Auswahl)
- 2010: Eröffnungsfilm und Premiere auf der „Russischen Filmwoche“ in Berlin,[5] Gala Premiere auf dem „International Film Festival“ in Cottbus[6] und Grand Prix and Audience Prize auf dem „Gran Prix Honfleur Russian Film Festival“[7]
- 2011: Der Film erhielt den wichtigsten russischen Filmpreis Nika als Bester Spielfilm, für die Beste Kamera (Juri Klimenko) und die Beste männliche Hauptrolle (Vladimir Mashkov);[7] in sechs weiteren Kategorien war er nominiert.
- 2011: Nominierung für den Golden Globe Award als Bester fremdsprachiger Film.
- 2011: Russischer Filmpreis Solotoi Orjol („Goldener Adler“ – „Golden Eagle“) der National Academy of Motion Picture Arts and Sciences of Russia für die beste Regie (Alexei Utschitel), die Hauptdarstellerin Anjorka Strechel, den Hauptdarsteller Vladimir Mashkov und die Nebendarstellerin Julija Peressild.[8]

Zudem lief der Film 2011 auf zahlreichen internationalen Filmfestivals, so beispielsweise in Toronto, Busan, Warschau, Marrakesch, Palm Springs oder in Hongkong.